# Karl Proisl
Karl Proisl (n. 9 iulie 1911, Traisen⁠(d), Austria Inferioară, Austro-Ungaria – d. 2 decembrie 1949, Belgrad, RFP Iugoslavia⁠(d)) a fost un canoist ce a reprezentat Austria, medaliat olimpic. A participat la o ediție a Jocurilor Olimpice (1936) în care a câștigat o medalie de argint și o medalie de bronz.